# Krastin

Krastin (Крастін) — з 1901 року американський виробник автомобілів. Штаб-квартира розташована в місті Клівленд, штат Огайо. У 1904 році компанія припинила виробництво автомобілів.

## Аугустс Крастіньш
Аугустс Крастіньш народився в 1859 році в сім'ї коваля з Лієпаї, в юнацькому віці він найнявся слюсарем і водієм паромобіля до барона Макса фон Фольф Хінценберга з Відземе. Помітивши талант молодої людини, барон бажав допомогти йому з освітою і пише рекомендацію до Німеччини, проте замість Німеччини Аугустс в 1892 році вирушає до США, в місто Клівленд. Там він влаштовується на Brush Electrical Machines, яка займалася виготовленням промислових електрогенераторів. В Клівленді вже була невелика діаспора переселенців з Латвії, так Рауфманіс до кінця 1880-х років мав велику друкарню в місті Клівленд, латиші там навіть заснували латиську лютеранську церкву, біля витоків якої був Ханс Ребане, який вважався латишем, але мав естонське прізвище.

## Заснування компанії. Початок виробництва автомобілів

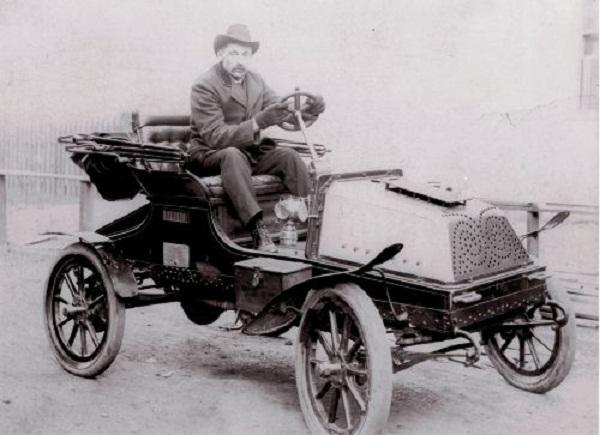
Аугустус Крастіньш на Krastin Gasoline Automobile

У 1896 році він збирає свій перший автомобіль, конструктивно схожий на продукцію німецького Daimler, а через п'ять років засновує свою власну справу — Krastin Automobile Manufacturing Co (написання прізвища було змінено заради милозвучності), тоді ж був сконструйований автомобіль, який публіці показали тільки в 1902 році. Машина з 1-циліндровим 10-сильним мотором мала ряд інноваційних рішень, двигун був розташований спереду, привід від 3-ступінчастої коробки передач був карданним, коробка передач управлялася через селектори, встановлені на кермовому колесі, свічки в двигуні мали систему автоматичного очищення.

## Припинення виробництва автомобілів. Закриття компанії
У серію пішли 2-циліндрові моделі, потужністю 10 і 15 к.с., які оснащувалися кузовом тонно, також передбачалося запустити у виробництво 24-сильну модель з 6-місним кузовом турінг. За 1903 рік було виготовлено всього 11 екземплярів автомобілів, але в 1904 році по фірмі було завдано серйозний удар — згорів завод, але інвестори вирішили не спонсорувати відновлення виробничих потужностей, які не були застраховані, оскільки підприємство не виправдало надій за час свого існування — було продано всього чотири машини з одинадцяти виготовлених.
Крастіньшу довелося поховати свою мрію про власні автомобілі, він влаштувався в De Dumo Manufacturing Co, яка займалася виробництвом сільськогосподарської техніки, в 1929 році він перейшов у фірму Cavall Steel Products Co, що також займалася сільгосптехнікою, а через 13 років Крастіньша не стало.

## Список автомобілів Krastin
- 1902 — Krastin 10HP
  - Krastin 15HP